# 诺萨泰
诺萨泰（義大利語：Nosate），是意大利米兰省的一个市镇。总面积4平方公里，人口697人，人口密度174.3人/平方公里（2009年）。国家统计（ISTAT）代码为015155。